# Kibramoa isolata
Espèce
Kibramoa isolata est une espèce d'araignées aranéomorphes de la famille des Plectreuridae.

## Distribution
Cette espèce est endémique de l'île Guadalupe en Basse-Californie au Mexique,.

## Description
Le mâle holotype mesure 19 mm et la femelle 18 mm.

## Publication originale
- Gertsch, 1958 : The spider family Plectreuridae. American Museum Novitates, no 1920, p. 1-53 (texte intégral).